# Албърт Хемънд
Албърт Луис Хемънд е гибралтарски певец, автор на песни и музикален продуцент.

## Биография
Роден е в Лондон, Англия, след като семейството му е евакуирано от Гибралтар през Втората световна война. Те се заселват обратно в Гибралтар скоро след раждането му и той израства на това място. През 1960 г. стартира музикалната му кариера с гибралтарската група Даймънд Бойс, която не постига комерсиален успех, но играе роля при въвеждането на поп и рок музиката в Испания. Даймънд Бойс свирят в първите нощни клубове в Мадрид. През 1966 г. става един от основателите на британската вокална група Фемили Дог, постигайки хит в британския Топ 10 с A Way Of Life (1969).
Пише също песни за други музиканти, като негов сътрудник е Майк Хейзълуд. Списъкът включва Little Arrows за Лийпи Лий, Make Me An Island (1969) (която Хемънд записва сам през 1979 г. в испанска диско версия) и You're Such A Good Looking Woman (1970) за Джо Долан, Gimme Dat Ding за Пъмпкинс през 1970 г. (сама по себе си кавър от албума Oliver In The Overworld на Фреди Енд Дъ Дриймърс), Good Morning Freedom за Блу Минк, Freedom Come, Freedom Go за Форчънс през 1971 г. и The Air That I Breathe, който е хит на Холис през 1974 г. Хемънд също така пее в албума Wrecked Again на Майкъл Чапман и работи за кратко с Меджик Лентърнс върху записи от своя репертоар и този на Хейзълуд.